# Mirza Masood
Mirza Nasir-ud Din Masood (Delhi, 23 april 1906 - Delhi, 21 september 1991) was een Indiaas hockeyer.
Masood won met de Indiase ploeg de olympische gouden medaille in 1936. Masood kwam alleen in actie in de halve finale.

## Resultaten
- 1936  Olympische Zomerspelen in Berlijn

- International Standard Name Identifier: 0000 0003 9373 6369
- Nederlandse Thesaurus van Auteursnamen: 352068973
- Virtual International Authority File: 288090412
- WorldCat: E39PBJhMjBGHCBYBrdTwwWVgrq